# 大覺醒運動
大覺醒運動（英語：Great Awakening），也稱大覺醒復興運動，是在美國基督教歷史上出現的數次復興運動。大覺醒運動亦被視為美國的宗教復興，延續新教的宗教改革精神。該運動普遍被認為對美國的思想、觀念以至社會生活曾產生重大影響，亦確定了美國的宗教文化。喬納森·愛德華茲是發起大覺醒運動的領導者，他奠定該運動的發展。
美國歷史学界普遍接受曾有四次大覺醒運動，分別是:
- 第一次大覺醒運動（1730s－1740s）
- 第二次大覺醒運動 （1800s－1830s）
- 第三次大覺醒運動 （1880s－1900s）
- 第四次大覺醒運動 （1960s－1970s）